# Anisozyga caledonica
Anisozyga caledonica là một loài bướm đêm trong họ Geometridae.